# Medebai
Medebai är ett berg i Etiopien.   Det ligger i regionen Tigray, i den norra delen av landet, 600 km norr om huvudstaden Addis Abeba. Toppen på Medebai är 1 948 meter över havet, eller 59 meter över den omgivande terrängen. Bredden vid basen är 1,7 km.
Terrängen runt Medebai är huvudsakligen kuperad. Runt Medebai är det ganska tätbefolkat, med 60 invånare per kvadratkilometer. Omgivningarna runt Medebai är i huvudsak ett öppet busklandskap.